# Тарла
Тарла̀ (също изписвано като Търла) е името на традиционния русенски панаир, който се организира около Гергьовден – патронния празник на Русе.

## Етимология
Името, според някои, идва от турски език и значи „нива“, защото панаирът първоначално се правел на празно място. Съществува и предположение, че произлиза от название за „кошара“. В региона думата има и преносен смисъл като синоним на хаос, безпорядък, битпазар.

## История
Тарлата се провежда под формата на голям лунапарк с множество сергии на амбулантни търговци. В миналото е привличала предимно селяните от региона, които стояли на тарлата по седмица. На тарлата хората си правели снимки за спомен, виждали „невидимия човек“, люлки и фокусници, най-дебелата жена с брада и подобни. Тарлата е увековечена и в местния песенен фонд – в селата от региона се пее „Залюля се Дана,/ долу на тарлата,/ на новите люлки,/ между два солдатя,/ Тодор и Маринчо...“.
2008 е първата година в историята на града, в която не се провежда тарла. Поради многобройните оплаквания и жалби от страна на живущите в близост до парка, както и поради протести на природозащитници Русенският общински съвет решава мястото за провеждане на панаира да бъде изместено в района на хижа Приста, извън очертанията на град Русе. Поради отдалечеността от централната част на града интересът от страна на търговците на практика изчезва и не постъпва нито една заявка за участие от потенциални организатори.
Поради липса на подходящ терен през 2009 г. тарла в Русе също не е организирана. Това дава причина да се заговори за евентуално отмиране на традиционното събитие с над 100-годишна история. Въпреки всичко през 2010 г. традицията е възобновена и Русе има отново своята тарла.
Тарлата не се провежда и през 2020 г. поради наложеното извънредно положение, свързано с коронавируса. През 2021 г. се прави минивариант, но отново не се провежда традиционната Тарла, заради влошилата се епидемична обстановка с коронавируса. През 2022 г. традицията е възстановена и отново се организира традиционната Русенска тарла.